# رئیس‌جمهور اکوادور
رئیس‌جمهور اکوادور (اسپانیایی: Presidente del Ecuador)، رسماً رئیس‌جمهور قانون اساسی جمهوری اکوادور نامیده می‌شود (اسپانیایی: Presidente Constitucional de la República del Ecuador)، به عنوان رئیس دولت و رئیس دولت اکوادور خدمت می‌کند. این بالاترین مقام سیاسی کشور به عنوان رئیس قوه مجریه است. بر اساس قانون اساسی فعلی که در سال ۲۰۰۸ تصویب شد، رئیس‌جمهور می‌تواند دو دوره چهار ساله خدمت کند. پیش از آن، رئیس‌جمهور تنها می‌توانست یک دوره چهار ساله خدمت کند.
رئیس‌جمهور فعلی اکوادور دانیل نوبوآ است. او برای اولین بار در سال ۲۰۲۳ انتخاب شد و در حال حاضر پس از انتخاب مجدد در سال ۲۰۲۵ برای دومین دوره کامل خود مشغول به کار می‌شود و در حال حاضر جوانترین رئیس‌جمهور در تاریخ این کشور است.